# Ermanno Alemanno
Ermanno Alemanno (in latino Hermannus Alemannus, in spagnolo Hermán el Alemán; Germania, ... – 1272) è stato un traduttore e vescovo cattolico tedesco medievale, vissuto in Spagna.
Tradusse varie opere filosofiche arabe in latino.

## Biografia
Poco si sa della sua vita: nato in Germania, dove ricevette probabilmente una buona educazione, si trasferì in Spagna, a Toledo, verso il 1240, dove lavorò alla Scuola di traduttori di Toledo fino al 1256 circa.
Ermanno deve essere quasi certamente identificato con l'Hermannus che fu vescovo di Astorga nel León dal 1266 fino alla sua morte nel 1272.

## Traduzioni
Le sue traduzioni sono state identificate attraverso i prologhi e i colophon nei manoscritti sopravvissuti, tre dei quali sono datati. Ermanno tradusse: 
- la Retorica, che comprende il testo quasi completo di Aristotele, comprensivo di parti del commentario medio di Averroè e di brevi frammenti di Avicenna e di Alfarabi;
- la parte introduttiva del commento di Alfarabi alla Retorica aristotelica (Didascalia in Rhetoricam Aristotelis ex glosa Alpharabii, che sarà data alle stampe nel XV secolo)[2])
- Il commentario medio di Averroè all'Etica Nicomachea (datata 3 giugno, 1240);
- un'epitome araba dell'Etica Nicomachea nota come Summa Alexandrinorum (1243 o 1244)[3];
- il commentario medio di Averroè alla Poetica di Aristotele (datata 7 marzo, 1256), noto nel medioevo con il nome di Poetria.[4]